# Axuxa I
Axuxa I (em armênio: Աշուշայ; romaniz.: Ašuša(y)) foi um vitaxa (vice-rei) de Gogarena do século V da dinastia mirrânida, ativo durante o reinado do xainxá Vararanes V (r. 420–438). Foi contemporâneo de figuras monásticas relevantes, como Mesrobes Mastósio.

## Nome
Axuxa (Աշուշայ, Ašuša(y)) é um nome armênio de origem iraniana, cuja etimologia é desconhecida.

## Vida
Segundo reconstrução de Cyril Toumanoff, Axuxa era filho do filho anônimo de Perozes (associado a Bacúrio I), pai de Bacúrio II e avô de Axuxa II. Aparece em 430, como príncipe de Taxir, quando era protetor de Mesrobes Mastósio, fundador do alfabeto armênio. Toumanoff e Christian Settipani lançam a possibilidade de que, na verdade, esse Axuxa seja associável ao homônimo filho de Bacúrio. Pensa-se também, ao associá-lo ao homônimo citado por Moisés de Corene, que após receber Mastósio foi elevado à posição de vitaxa de Gogarena.